# История одной любви (фильм, 1981)
«История одной любви» — советский телефильм 1981 года режиссёра Артура Войтецкого по мотивам рассказов А. П. Чехова «О любви», «Муж».
Вторая часть «чеховской дилогии» режиссёра, первая — «Рассказы о любви» (1980).

## Сюжет
… Показывая героев рассказа «O любви», А. Войтецкий скуп на выразительные средства. Главный упор делается им на крупные планы и использование детали, наполнение ее особым содержанием. Именно по крупным планам мы проникаемся чувствами, царящими в душах героев: нельзя не заметить глубоко спрятанную печать глазах Анны Алексеевны, нежность, освещающую лицо Алехина при взгляде на любимую, самодовольство Лугановича. «Пропала жизнь!» восклицает Анна Алексеевна, расставаясь с Алехиным на вокзале. И действительно, весь строй фильма доказывает, что жить без любви в мире эгоизма, пошлости, духовного убожества просто невозможно.— журнал «Радуга», 1988

## В ролях
- Лариса Кадочникова — Анна Алексеевна Луганович
- Леонид Бакштаев — Павел Константинович Алехин
- Вячеслав Езепов — Дмитрий Петрович Луганович
- Маргарита Кошелева — Надежда Павловна Шаликова
- Олег Борисов — Кирилл Петрович Шаликов
- Александр Ануров — Оптимов
- Георгий Штиль — Евтихий Серапионович
- Константин Ершов — собеседник Алёхина на балу
- Людмила Алфимова — дама на балу
- Людмила Зверховская — дама на балу
- Нина Колчина-Бунь — дама на балу
- Алла Усенко — дама на балу
- Галина Кравченко — эпизод
- Вячеслав Воронин — эпизод

## Песни
В фильме звучат романсы на слова А. Фета и Б. Тимофеева в исполнении Елены Камбуровой и трио «Ромэн».

## Критика
Критика дала восторженные отзывы о фильме, особо отмечалось удачное сплетение режиссёром сюжетов разных рассказов в новое, но всё-таки «чеховское» произведение:

Не выходит из головы этот телефильм. Точнее не уходит из сердца. И, кажется, довольно одного слова для объяснения: Чехов … это звучит совершенно по—чеховски «История одной любви», и Артур Войтецкий осмелился как бы «за Чехова» снять такую недостающую историю для телеэкрана, сплетя воедино два чеховских рассказа: «Муж» (1886) и «О любви» (1898).— Даниил Данин — Пластика человечности // Телевидение и радиовещание, 1981

В основе лежат рассказы . составленные цельное повествование. Объединяя их в один сюжет, " сводя " героев которые есть в разных произведениях, режиссеру удалось счастливо избежать искусственности такого соединения.— журнал «Радуга», 1988

## Фестивали и награды
- Всесоюзный фестиваль телевизионных фильмов (Ереван, 1981) — диплом фестиваля и приз газеты «Советская культура».